# Selección de fútbol sub-19 de Moldavia
La selección de fútbol sub-19 de Moldavia representa a Moldavia en el fútbol internacional en este nivel de edad, controlada por la Federación Moldava de Fútbol, el organismo rector del fútbol en Moldavia. El equipo compite para clasificarse para el Campeonato Europeo de la UEFA Sub-19 que se celebra cada año. Desde la creación de la selección moldava sub-19, la selección sub-19 nunca ha llegado a una fase final de la Campeonato Europeo de la UEFA Sub-19. Los jugadores nacidos a partir del 1 de enero de 2005 son elegibles para la clasificación para el Campeonato Europeo de la UEFA Sub-19 de 2024. Actualmente son entrenados por Alexandru Guzun.

## Estadísticas

### Campeonato Europeo de la UEFA Sub-18/19
Era sub-18, 1995-2001.
Era sub-19, 2002-presente.
| 1995  | No clasificó  | No clasificó  | No clasificó  | No clasificó  | No clasificó  | No clasificó  | No clasificó  | No clasificó  | No clasificó  | 2  | 1  | 0  | 1  | 6  | 7   | −1   |
| 1996  | No clasificó  | No clasificó  | No clasificó  | No clasificó  | No clasificó  | No clasificó  | No clasificó  | No clasificó  | No clasificó  | 2  | 0  | 0  | 2  | 3  | 5   | −2   |
| 1997  | No clasificó  | No clasificó  | No clasificó  | No clasificó  | No clasificó  | No clasificó  | No clasificó  | No clasificó  | No clasificó  | 3  | 0  | 0  | 3  | 2  | 9   | −7   |
| 1998  | No clasificó  | No clasificó  | No clasificó  | No clasificó  | No clasificó  | No clasificó  | No clasificó  | No clasificó  | No clasificó  | 2  | 1  | 0  | 1  | 1  | 1   | 0    |
| 1999  | No clasificó  | No clasificó  | No clasificó  | No clasificó  | No clasificó  | No clasificó  | No clasificó  | No clasificó  | No clasificó  | 3  | 1  | 0  | 2  | 2  | 4   | −2   |
| 2000  | No clasificó  | No clasificó  | No clasificó  | No clasificó  | No clasificó  | No clasificó  | No clasificó  | No clasificó  | No clasificó  | 3  | 0  | 1  | 2  | 2  | 12  | −10  |
| 2001  | No clasificó  | No clasificó  | No clasificó  | No clasificó  | No clasificó  | No clasificó  | No clasificó  | No clasificó  | No clasificó  | 3  | 0  | 1  | 2  | 1  | 8   | −7   |
| 2002  | No clasificó  | No clasificó  | No clasificó  | No clasificó  | No clasificó  | No clasificó  | No clasificó  | No clasificó  | No clasificó  | 3  | 0  | 1  | 2  | 0  | 6   | −6   |
| 2003  | No clasificó  | No clasificó  | No clasificó  | No clasificó  | No clasificó  | No clasificó  | No clasificó  | No clasificó  | No clasificó  | 3  | 0  | 0  | 3  | 3  | 17  | −14  |
| 2004  | No clasificó  | No clasificó  | No clasificó  | No clasificó  | No clasificó  | No clasificó  | No clasificó  | No clasificó  | No clasificó  | 3  | 0  | 2  | 1  | 3  | 4   | −1   |
| 2005  | No clasificó  | No clasificó  | No clasificó  | No clasificó  | No clasificó  | No clasificó  | No clasificó  | No clasificó  | No clasificó  | 6  | 1  | 2  | 3  | 4  | 10  | −6   |
| 2006  | No clasificó  | No clasificó  | No clasificó  | No clasificó  | No clasificó  | No clasificó  | No clasificó  | No clasificó  | No clasificó  | 3  | 0  | 0  | 3  | 1  | 7   | −6   |
| 2007  | No clasificó  | No clasificó  | No clasificó  | No clasificó  | No clasificó  | No clasificó  | No clasificó  | No clasificó  | No clasificó  | 3  | 1  | 0  | 2  | 3  | 7   | −4   |
| 2008  | No clasificó  | No clasificó  | No clasificó  | No clasificó  | No clasificó  | No clasificó  | No clasificó  | No clasificó  | No clasificó  | 6  | 2  | 2  | 2  | 5  | 5   | 0    |
| 2009  | No clasificó  | No clasificó  | No clasificó  | No clasificó  | No clasificó  | No clasificó  | No clasificó  | No clasificó  | No clasificó  | 3  | 0  | 1  | 2  | 2  | 5   | −3   |
| 2010  | No clasificó  | No clasificó  | No clasificó  | No clasificó  | No clasificó  | No clasificó  | No clasificó  | No clasificó  | No clasificó  | 3  | 1  | 0  | 2  | 2  | 7   | −5   |
| 2011  | No clasificó  | No clasificó  | No clasificó  | No clasificó  | No clasificó  | No clasificó  | No clasificó  | No clasificó  | No clasificó  | 6  | 1  | 1  | 4  | 3  | 17  | −14  |
| 2012  | No clasificó  | No clasificó  | No clasificó  | No clasificó  | No clasificó  | No clasificó  | No clasificó  | No clasificó  | No clasificó  | 3  | 0  | 0  | 3  | 2  | 11  | −9   |
| 2013  | No clasificó  | No clasificó  | No clasificó  | No clasificó  | No clasificó  | No clasificó  | No clasificó  | No clasificó  | No clasificó  | 3  | 0  | 1  | 2  | 1  | 10  | −9   |
| 2014  | No clasificó  | No clasificó  | No clasificó  | No clasificó  | No clasificó  | No clasificó  | No clasificó  | No clasificó  | No clasificó  | 3  | 0  | 0  | 3  | 0  | 11  | −11  |
| 2015  | No clasificó  | No clasificó  | No clasificó  | No clasificó  | No clasificó  | No clasificó  | No clasificó  | No clasificó  | No clasificó  | 3  | 1  | 0  | 2  | 3  | 8   | −5   |
| 2016  | No clasificó  | No clasificó  | No clasificó  | No clasificó  | No clasificó  | No clasificó  | No clasificó  | No clasificó  | No clasificó  | 3  | 0  | 0  | 3  | 1  | 4   | −3   |
| 2017  | No clasificó  | No clasificó  | No clasificó  | No clasificó  | No clasificó  | No clasificó  | No clasificó  | No clasificó  | No clasificó  | 3  | 0  | 0  | 3  | 0  | 4   | −4   |
| 2018  | No clasificó  | No clasificó  | No clasificó  | No clasificó  | No clasificó  | No clasificó  | No clasificó  | No clasificó  | No clasificó  | 3  | 1  | 0  | 2  | 3  | 7   | −4   |
| 2019  | No clasificó  | No clasificó  | No clasificó  | No clasificó  | No clasificó  | No clasificó  | No clasificó  | No clasificó  | No clasificó  | 3  | 0  | 1  | 2  | 1  | 8   | −7   |
| 2020  | No clasificó  | No clasificó  | No clasificó  | No clasificó  | No clasificó  | No clasificó  | No clasificó  | No clasificó  | No clasificó  | 3  | 0  | 0  | 3  | 0  | 13  | −13  |
| 2022  | No clasificó  | No clasificó  | No clasificó  | No clasificó  | No clasificó  | No clasificó  | No clasificó  | No clasificó  | No clasificó  | 3  | 0  | 1  | 2  | 2  | 12  | −10  |
| 2023  | No clasificó  | No clasificó  | No clasificó  | No clasificó  | No clasificó  | No clasificó  | No clasificó  | No clasificó  | No clasificó  | 3  | 0  | 0  | 3  | 0  | 8   | −8   |
| 2024  | Evento futuro | Evento futuro | Evento futuro | Evento futuro | Evento futuro | Evento futuro | Evento futuro | Evento futuro | Evento futuro |    |    |    |    |    |     |      |
| Total | 0/28          |               |               |               |               |               |               |               |               | 90 | 11 | 14 | 65 | 56 | 227 | −171 |